# غريغوري مكدونالد
غريغوري مكدونالد (بالإنجليزية: Gregory Mcdonald)‏‏ (15 فبراير 1937 - 7 سبتمبر 2008 في مقاطعة غيلز) كاتب، وروائي، وصحفي من الولايات المتحدة.

## الجوائز
- جائزة إدغار

## روابط خارجية
- غريغوري مكدونالد على موقع IMDb (الإنجليزية)
- غريغوري مكدونالد على موقع قاعدة بيانات الفيلم (الإنجليزية)